# فراشة ملكية
الفَرَاشةُ المَلكِيّة أو فَرَاشة المَلك أو أبو الدقيق الملكي (بالإنجليزية: monarch Butterfly) هي نوع من الفراش الكبير تتميز بلونها البرتقالي والأسود وهي من عائلة Nymphalidae. هي منتشرة في أمريكا الشمالية وانتشرت خلال القرن 18 عبر جنوب المحيط الهادي حتى وصلت إلى أستراليا. وهي تعتبر من أكثر الفراشات التي بحثها العلماء وتشتهر برحيلها عبر مسافات طويلة تبلغ 4000 كيلومتر أحيانا. تنزح فراشة الملك من شمال الولايات المتحدة وكندا خلال الشتاء جنوبا حتى تصل إلى وسط المكسيك، ويقدر عدد النازحة منها كل عام نحو 100 مليون من الفراشات. و يقصد هذا التجمع منطقة غابات مساحتها عدة هكتارات في سيرا نيفادا بالقرب من المكسيك العاصمة. أما فصيلتهم التي تعيش غربا في كندا والولايات المتحدة فهي تقضي فصل الشتاء على ساحل المحيط الهادي جنوب كاليفورنيا.

## أوصافها البيولوجية
أجنحة الفراشة الملكية لوناها برتقالي وتحيطها وتتخللها خطوط سوداء متقاطعة ذات بقع بيضاء مستديرة. الحدود الخارجية للأجنحة سوداء وبها صفين من البقع البيضاء. جسمها أسود اللون، ورأسها أسود اللون أيضا وعليه نقط بيضاء، أما جسمها الخلفي الأسود فيتحلى بثلاثة أو أربعة حلقات رفيعة بيضاء. ويختلف حجم الفراشة الملكية ويبلغ عرض الجناح بين 47 مليمتر و 50 مليمتر.

## هجرة فراشة الملك
خلال الأسابيع الأخيرة لفصل الخريف من كل عام تصل ملايين الفراشات من الفراشة الملكية إلى جبالب سييرا نيفادا في المكسيك. تأتي هذه الفراشات عبر رحلة تصل إلى 4000 كيلومتر آتية من شمال الولايات المتحدة الأمريكية وكندا لتمضية فصل الشتاء في ولاية ميتشواكان بالمكسيك. وهي تستغل الرياح الحرارية الصاعدة لتعينها على قطع تلك المسافة الطويلة الفائقة، حيث تقطع كل يوم مسافة تقدر بنحو 80 كيلومتر. وتجتمع الفراشات الملكية بعد رحلة شهرين في منطقة غابات محدودة الاتساع تبلغ عدة هكتارات فقط، وهي منطقة مناسبة تماما لمعيشتهم لأنها دفيئة وليست رطبة وبها تجمع كثيف من أشجار الغابات.
يعتقد العلماء أن الفراشات تجد طريقها جنوبًا عبر مكونات برمجة جيناتها. فعندما أخذ علماء الأحياء بعضا من تلك الفراشات إلى منطقة قريبة من واشنطن العاصمة على الساحل الشمالي الشرقي للولايات المتحدة، فقد اتخذ هذا الجمع طريقه إلى نفس المنطقة في المكسيك. تلك الحشود تبلغ أعمارا طويلة بالنسبة لأعمار فراش مونارش الأخرى من نسلهم، فأعمار الحشرات الملكية تبلغ من ستة إلى سبعة أضعاف أعمار أبنائهم رغم ما يقومون به من طاقة كبيرة أثناء رحلتهم إلى الجنوب.
وعندما يحل فصل الربيع تتزاوج الفراشات الملكية ويلقي بعض منها نحو 400 بيضة، ولا يستطيعوا العودة إلى إلى مكانهم الأصلي في أمريكا الشمالية فهم يقطعون عدة عشرات الكبلومترات فقط. وأما النشأ بعد خروجة من الشرانق فيبدأ رحلة العودة ولكنهم لا يقطعون كل تلك المسافة على مرة واحدة. فالجيل الأول يتجه شمالا ويقطع نحو 1000 كيلومتر على نهج أبويه، وتنتهي حياتهم بعد عدة أسابيع. ثم يخلفهم الجيل الثاني الذي يظل على هذا الطريق متجها إلى الشمال، وينتهون أيضا بعد عدة أسابيع. ولا يستطيع الوصول إلى المنطقة الأصلية للأجداد سوى الجيل الثالث ويصلون إليها أثناء الصيف.

## معرض الصور

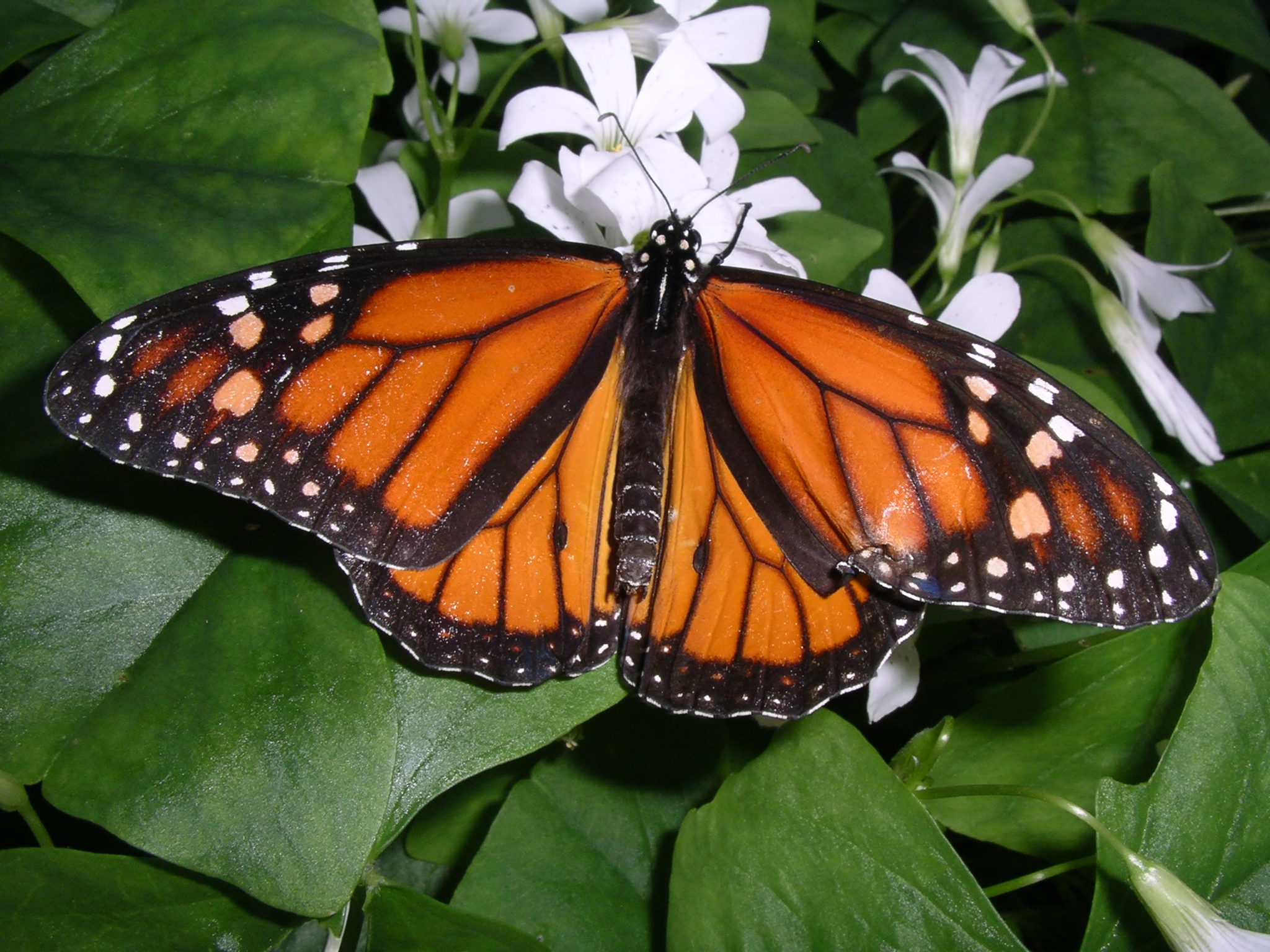
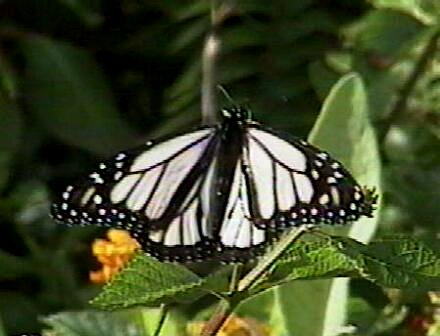
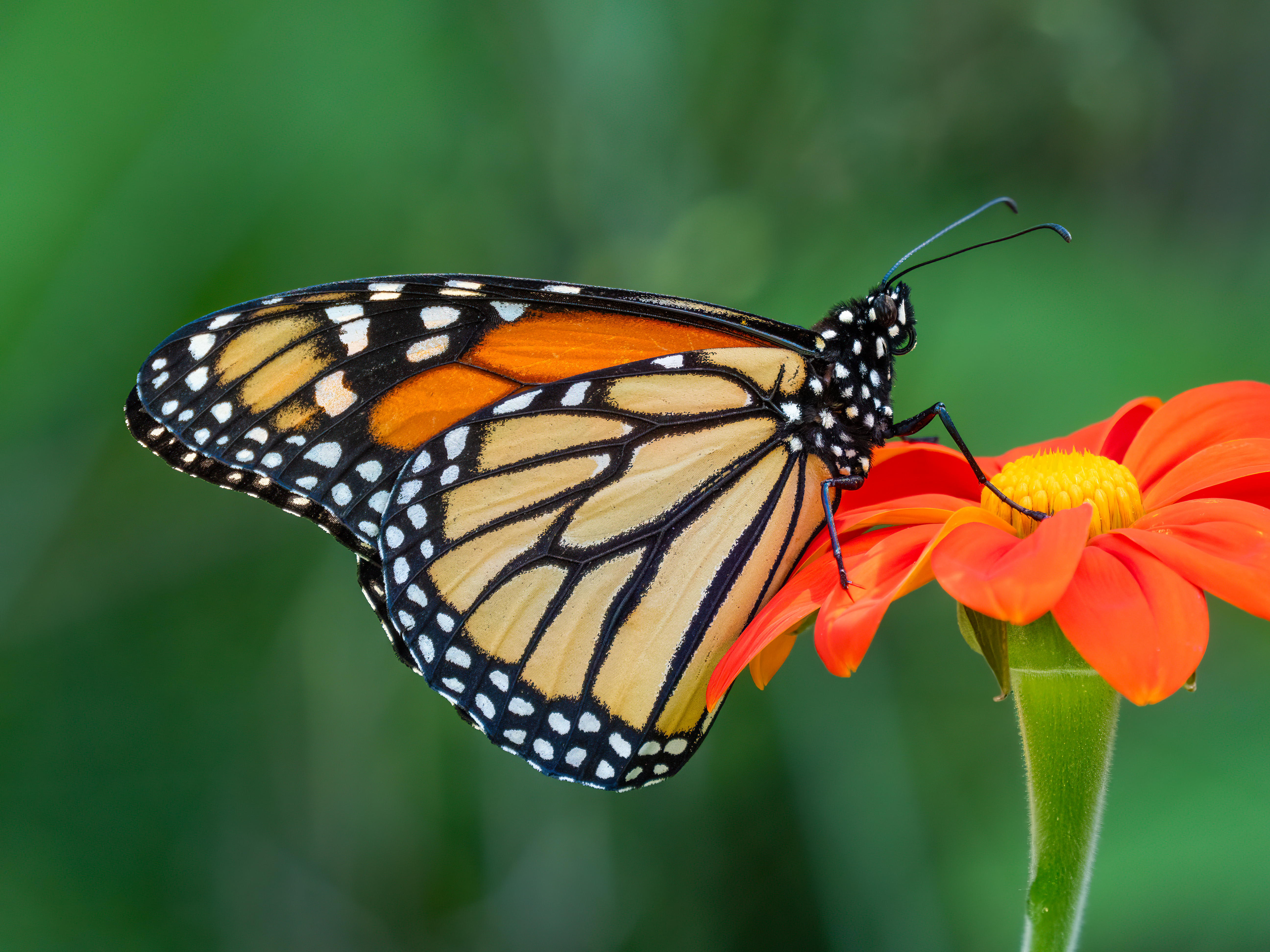